# Rivière Bassignac
Rivière Bassignac är ett vattendrag i Kanada.   Det ligger i provinsen Québec, i den sydöstra delen av landet, 400 km nordväst om huvudstaden Ottawa.
I omgivningarna runt Rivière Bassignac växer i huvudsak blandskog. Runt Rivière Bassignac är det mycket glesbefolkat, med 2 invånare per kvadratkilometer.